# 集団的自衛権
集団的自衛権（しゅうだんてきじえいけん、英語: right of collective self-defense、フランス語: droit de légitime défense collective）とは、ある国家が武力攻撃を受けた場合に直接に攻撃を受けていない第三国が共同で防衛対処する国際法上の国家の権利である。その本質は、直接に攻撃を受けている他国を援助し、これと共同で武力攻撃に対処するというところにある。

## 沿革

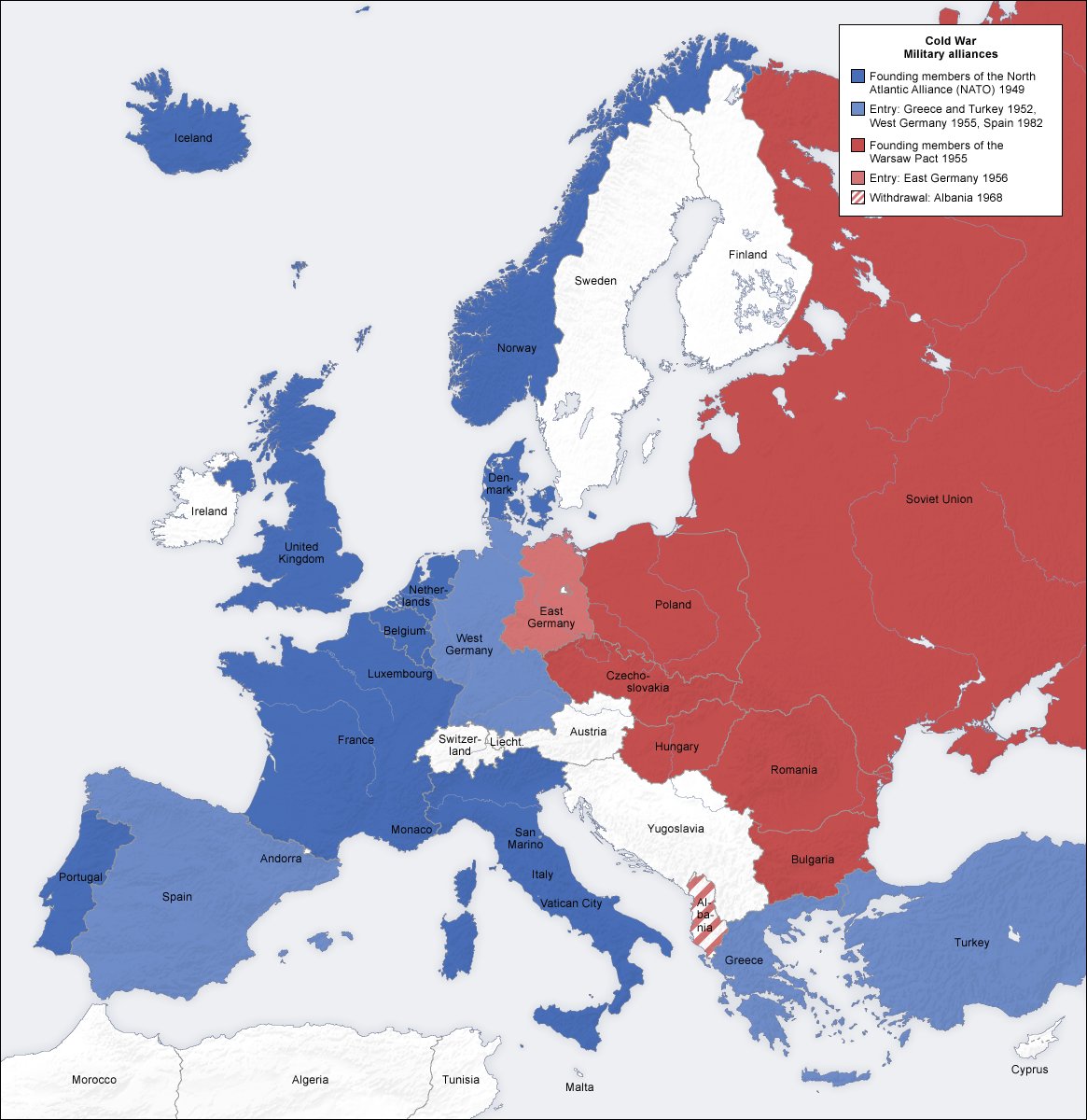
冷戦期のヨーロッパにおける勢力図。
青がNATO加盟国。
赤がワルシャワ条約機構加盟国。

集団的自衛権は、1945年に署名・発効した国連憲章の第51条において初めて明文化された国家の権利である。憲章第51条を以下に引用する。
上記のように国連憲章には「固有の権利」として規定されたが、個別的自衛権（自国を防衛する権利）は同憲章成立以前から国際法上承認された国家の権利であったのに対し、集団的自衛権については同憲章成立以前にこれが国際法上承認されていたとする事例・学説は存在しない。
1944年にダンバートン・オークス会議において採択され、後に国連憲章の基となったダンバートン・オークス提案には、個別的または集団的自衛に関する規定は存在しなかった。しかし、後に国連憲章第8章に定められた“地域的機関”（EUやアフリカ連合などの地域共同体のこと）による強制行動には、安保理による事前の許可が必要とされることとなり、常任理事国の拒否権制度が導入されたことから常任理事国の拒否権行使によって地域的機関が必要な強制行動を採れなくなる事態が予想された。このような理由から、サンフランシスコ会議におけるラテンアメリカ諸国の主張によって、安保理の許可がなくても共同防衛を行う法的根拠を確保するために集団的自衛権が国連憲章に明記されるに至った。
冷戦期には、集団的自衛権に基づいてNATOやワルシャワ条約機構といった国際機関が設立され、集団的自衛権行使を想定した共同防衛体制が構築された。しかし冷戦が終結すると、ワルシャワ条約機構は解体されるなど、このような集団的自衛権に基づく共同防衛体制の必要性は低下していった。

## 権利の性質
| 要件 | 個別的 | 集団的 |
| --- | ------ | ------ |
| 必要性 |        |        |
| 均衡性 |        |        |
| 攻撃を受けた旨の表明                                                                                                 |        |        |
| 援助要請 |        |        |
| ニカラグア事件判決によると、で示した要件のうちいずれかひとつでも満たさない場合には正当な自衛権行使とは見なされない。 |        |        |

国家の自衛権は、国際慣習法上、すでに19世紀には、自らの権利その他の利益に対する重大な損害を排除するために取ることのできる正当な手段として認められていたといわれるが、主権国家の権利として容認されていたこの自衛権とは、国連憲章にいうところの個別的自衛権である。20世紀、特に第一次世界大戦以降は、この自衛権の行使は次第に、不正な侵害の全てに対してではなく、武力攻撃による権利・利益の侵害に対処する場合に限定して容認されるようになっていき、国連憲章に至ったとされる。個別的自衛権は国連憲章成立以前から認められた国家の慣習国際法上の権利であり、上記の国連憲章第51条において個別的自衛権を「固有の権利」としているのはこの点を確認したものである。
このように個別的自衛権が国際法上も長い伝統を有する概念であるのに対して、集団的自衛権は、国連憲章に現れるまで、国際慣習法上の権利としては論じられたことがないものであった。こうした新たな権利が個別的自衛権と並んで国家の「固有の権利」と位置づけられるに至った背景には、国連憲章第53条において、加盟国が地域的取極に基いて強制行動を取るためには安全保障理事会の許可を得なければならない旨が定められたことに対して、ラテンアメリカ諸国が強い反発を見せたことがあるとされている。
集団的自衛権が攻撃を受けていない第三国の権利である以上、実際に集団的自衛権を行使するかどうかは各国の自由であり、通常第三国は武力攻撃を受けた国に対して援助をする義務を負うわけではない。そのため米州相互援助条約、北大西洋条約、日米安全保障条約などのように、締約国の間で集団的自衛を権利から義務に転換する条約が結ばれることもある。国際慣習法上、相手国の攻撃が差し迫ったものであり他に選択の余地や時間がないという「必要性」と、選択された措置が自衛措置としての限度内のものでなければならないという「均衡性」が、国家が合法的に個別的自衛権を行使するための条件とされる。
1986年、国際司法裁判所はニカラグア事件判決において、集団的自衛権行使のためには上記のような個別的自衛権行使のための要件に加えて、武力攻撃を受けた国がその旨を表明することと、攻撃を受けた国が第三国に対して援助要請をすることが、国際慣習法上要件とされるとした。第三国の実体的利益に対する侵害が存在するか否かという点を要件とするかについては現在も意見の相違がある。つまり、第三国の実体的利益に対する侵害が集団的自衛権行使の要件として必要とする立場では第三国も攻撃を受けた国と同様に単独で個別的自衛権を行使できる場合にしか集団的自衛権行使は認められないとするのに対し、第三国の実体的利益に対する侵害が要件として不要とする立場では集団的自衛権は攻撃を受けた国の武力が不十分である場合に国際平和と安全のため行使される共同防衛の権利であり、第三国の実体的利益への侵害は無関係であるとする。ニカラグア事件国際司法裁判所判決もこれらのうちいずれの見解を採用したものであったのか明確ではない。

## 中立との関係
戦争の合法的な存在を背景とした、かつての戦争の非当事国にまつわる権利義務の総体を中立法といい、20世紀初頭以降に戦争が違法化されていくにしたがって中立法の適用そのものは否定されないものの、その適用範囲を狭ばめていく傾向がみられた。かつては戦争の正当原因のもとで両交戦国に対して等しい地位が認められたが、国際連盟規約や不戦条約が戦争を違法なものとして定めて以降、それまでの中立概念は変容し、一方では違法な戦争を行う国ともう一方ではそのような武力行使に対して自衛権を行使する被害国とに交戦国は明確に区別されるようになった。
この被害国を援助するために第三国が集団的自衛権を行使する場合、伝統的に第三国に強制された中立の地位を離脱する事態が生じる。第二次世界大戦中から交戦状態に入らない第三国が一方の交戦国を公然と支援するという実行がみられるようになり、この時代から中立以外に第三国がとりうる立場として「非交戦国」という立場が論じられ始めるようになった。その後国連憲章第2条4項はすべての武力による威嚇、または武力の行使を違法化したため、今日では国連による集団的措置を除いて自衛権が国家間における武力行使を法的に正当化する唯一の根拠となる。この「非交戦国」が慣習国際法上確立したとする立場では、第三国は他国の武力紛争に対して適法な形で中立義務を離脱することが可能となるが、現代においてもこうした「非交戦国」という立場が確立しているか否かについては争いがある。
ベトナム戦争では、中立国であったカンボジアに侵攻したアメリカ合衆国は、自らの軍事行動がカンボジアによる中立国の防止義務不履行を理由に集団的自衛権の行使として正当化されると主張した。ここでいう中立国の防止義務とは、中立国は交戦国の一方に軍事的に利するような形で自国領域を使用させてはならないとする義務のことであり、アメリカ侵攻当時北ベトナムとベトコンに一部占領されていたカンボジアはこの中立国の防止義務を果たすことができていないとしたのである。アメリカはカンボジアへの侵攻がカンボジア侵略勢力を排除するために時間的・範囲的に限定されたものであり、カンボジアそのものを標的としたものではなかったとして均衡性の要件(#権利の性質参照)も満たすものであったと主張した。ただし多くの同盟国領域内に軍事拠点を使用し、従来よりこうした第三国領域内の軍事施設に対する攻撃を強く非難する立場をとってきたアメリカのそれまでの政策と、このカンボジア侵攻の際のアメリカの主張は対極に位置することから、アメリカのカンボジア侵攻は二重基準として批判を受けることとなった。

## 行使に当たるとされる事例
過去に集団的自衛権の行使が国連憲章第51条に従って安保理に報告された主な事例に以下のものがあるが、これらが外部からの武力攻撃の発生の有無や、被攻撃国による援助要請の正当性といった集団的自衛権の要件を満たしていたのか、内戦に第三国が介入したものではなかったかという点については議論があり、その濫用が疑われる事例が少なくない。
- ハンガリー動乱 - 1956年10月にハンガリーで発生した大規模反政府デモに対し、ソ連が「ハンガリー政府の要請に基づき、（集団的自衛権に基づく加盟国間の相互軍事援助を主な目的とする）ワルシャワ条約に従って」民衆の蜂起を鎮圧した事例。ただし要請が正当な政府からなされたものかについては疑問視されている[19]。
- チェコスロバキア動乱 - 1968年にチェコスロバキアで起こった自由化運動の影響拡大を恐れたソ連および東欧諸国によるワルシャワ条約機構軍が、8月に改革運動を鎮圧した事例。ソ連は軍事介入はチェコスロバキア政府の要請によるものと安保理で説明したが、チェコスロバキア政府はこれを否定した[20]。
- ベトナム戦争 - 1964年のトンキン湾事件を契機に、米国議会は国連憲章及び東南アジア集団防衛条約に基づく義務に従い、兵力の使用を含む必要なあらゆる手段をとる旨決議し（トンキン湾決議（英語版））、ベトナムへの北爆と地上部隊派遣を開始してベトナム戦争へ本格的に介入した。だがベトナム戦争が内戦ではなく国際戦争であったのか、更にはトンキン湾事件がアメリカの自演であったことがのちに判明するなど、本件が集団的自衛権の行使要件を満たしていたかについては議論がある[21]。
- コントラ戦争 - 1981年、米国がニカラグアの反政府勢力コントラを支援し、その根拠をニカラグアによるエルサルバドル、ホンジュラス、コスタリカへの武力攻撃に対する集団的自衛権の行使であると主張した事例、ただし、国際司法裁判所はアメリカの集団的自衛権行使の主張を認めなかった。（詳細「ニカラグア事件」）[22]。
- アフガニスタン紛争 - 2001年の9・11テロを受けてのタリバン政権下のアフガニスタンに対する米軍の攻撃とそれに伴う北大西洋条約機構 (NATO) 加盟のヨーロッパ諸国のとった軍事行動[23]。安保理決議第1368号および1371号の前文において個別的又は集団的自衛の固有の権利が確認（recognize）された[18]。

## 権利の濫用
冷戦期に、特にアメリカ合衆国とソビエト連邦はその勢力内での反体制活動を抑えるため武力行動を行い、その法的根拠として集団的自衛権を主張した。しかしこれらの武力行動は外部からの武力攻撃が発生していない状態で行われたものであり、これらの武力行動を集団的自衛権として正当化することは困難である。